# مارتي رايموند
مارتي رايموند هو لاعب هوكي الجليد كندي، ولد في 2 أكتوبر 1964 في درومونفيل في كندا.

## وصلات خارجية
- مارتي رايموند على موقع EliteProspects.com (الإنجليزية)
- مارتي رايموند على موقع Eurohockey.com (الإنجليزية)
- مارتي رايموند على موقع HockeyDB.com (الإنجليزية)